# Accommodation
Pour la psychologie du développement, voir adaptation.
En optique physiologique, l’accommodation, appelée aussi mise au point, désigne les modifications oculaires adaptatives permettant d'assurer la netteté des images pour des distances différentes de vision.
Chez l'Homme et les mammifères, l'accommodation comporte essentiellement une déformation du cristallin dans le sens d'un accroissement du pouvoir de réfraction.

Sans accommodation, ce qui serait un cas extrême de presbytie, la profondeur de champ de l'œil serait réduite. L'accommodation est un réflexe qui permet d'obtenir une vision nette sur une plage de distance plus importante, entre le punctum proximum et le punctum remotum.

## La fonction accommodative

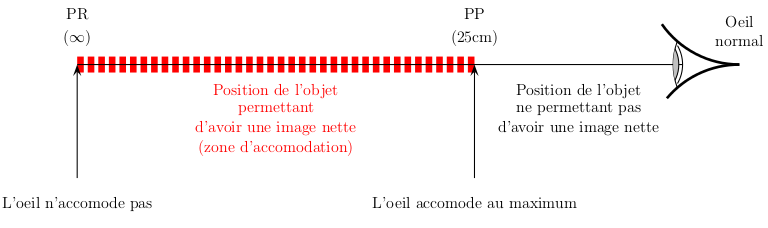
Positions du punctum proximum PP et du punctum remotum PR

### Nécessité de l'accommodation
Un œil humain normal au repos voit net les objets éloignés. Si aucun mécanisme ne faisait varier la vergence de l’œil, tout point d'un objet rapproché serait vu comme une tache floue. Par exemple,, pour un diamètre de pupille de 4 mm, un point placé à 40 cm devant l’œil aurait une image ponctuelle située en principe derrière la rétine, et formerait sur la rétine une tache de dimension comparable à celle de l'image nette de la lune.

### Amplitude d’accommodation
L'œil doit adapter sa vergence (ou puissance optique) à sa distance de vision : pour obtenir une vision nette, sa vergence doit augmenter quand il passe d'une vision de loin à une vision de près : c'est l'accommodation. Cette capacité d’accommodation de l'œil est en pratique limitée.
On appelle, punctum remotum (R ou PR) le point le plus éloigné vu par l’œil qui, n'accomodant pas, est au repos ; La distance HR entre le remotum et le point principal objet H de l’œil est la distance maximale de vision distincte.
On appelle punctum proximum (P ou PP) le point le plus rapproché qui peut être perçu nettement ; l'accommodation est alors au maximum ; la distance HP entre le proximum et le point principal objet H de l’œil est la distance minimale de vision distincte.
L' amplitude d’accommodation de l'œil, c'est-à-dire sa capacité à faire varier sa vergence, se mesure en dioptries : c'est la différence de vergence entre punctum proximum et punctum remotum.
Par exemple, un enfant peut passer d'une vision lointaine (accommodation à l'infini, 0 δ) à une vision extrêmement rapprochée (7 cm, soit 14 δ) en 350 ms (un tiers de seconde), ce qui correspond à une capacité d’accommodation de quatorze dioptries.
Dans des conditions de fort éclairage, l'iris se contracte et l'effet de diaphragme correspondant augmente la profondeur de champ pour une vergence donnée. Le champ de netteté est alors un peu plus grand que l'intervalle R-P, et se rétrécit dans des conditions de semi-obscurité où l'iris se dilate.

### La presbytie
L'amplitude de la capacité d’accommodation diminue avec l'âge. À l'approche de la cinquantaine, la capacité d’accommodation a décliné à moins de deux dioptries, au point que le punctum proximum se situe au-delà de la distance de lecture normale : l'individu devient presbyte.
La presbytie s'explique physiologiquement par une perte de souplesse du cristallin; les rayons lumineux ne convergent plus sur la rétine mais après, l'image d'un point n'est plus un point mais une tache (c'est flou) :, la vision de près devient difficile, puis impossible quand l'âge augmente.
Une fois que la presbytie devient manifeste, les personnes qui voient à l'infini sans correction (ou avec correction pour les myopes) doivent employer des verres de lecture pour voir de près : si le PR est à l'infini (0δ) et que la capacité d’accommodation n'est plus que de 2δ, le PP est situé à 50 cm, ce qui est à peu près la longueur du bras. Familièrement, les personnes de cet âge trouvent que « les bras deviennent trop courts ». De leur côté, les myopes devront enlever leurs lunettes pour pouvoir lire commodément.
L’accommodation continuera à diminuer avec l'âge, jusqu'à devenir pratiquement nulle vers 70 ans.
On a proposé de la calculer à partir d'observations statistiques :

Accommodation {\displaystyle =15-(Age/4)} (dioptries)
mais cette formule est une moyenne, car la possibilité d'accommodation est très variable d'une personne à l'autre.
Exemple numérique
Avec des lunettes "loupe" de une dioptrie (1 δ), la zone où un senior déclare lire confortablement et avec une vision nette est mesurée entre 66 cm (soit 1.5 δ) et 40 cm (soit 2.5 δ). Il a donc une capacité d’accommodation de une dioptrie, ce qui est dans la norme pour une personne âgée de 55 ans. S'il retire ses lunettes (-1 δ) sa zone de vision nette s'étendra donc entre 0.5δ (2m) et 1.5δ (66 cm) : il lui faut donc des verres correcteurs de -0.5δ pour avoir une vision nette à l'infini. S'il doit se pencher sur des travaux de précision en les rapprochant à 25 cm (4δ), il devra chausser des "loupes" de trois dioptries pour retrouver une vision nette à cette distance.

### Accommodation de confort
Il s'agit de l'accommodation mise en jeu pour voir net sans effort, celle-ci s'estime :
- Si l'âge < 40 ans : 2/3*(A max)
- Si l'âge > 40 ans : 1/2*(Amax)

## Mécanisme de l'accommodation

Schéma montrant le changement de forme du cristallin et son effet sur la focalisation.

L'accommodation se réalise grâce au changement de courbures des deux faces du cristallin.
Le changement de courbure des deux faces du cristallin se réalise grâce à l'action des muscles ciliaires :
le muscle de Müller et le muscle de Brücke.
Ces muscles sont situés dans les corps ciliaires, ils agissent sur le cristallin par l'intermédiaire de la zonule de Zinn.
- Le muscle de Brücke est constitué de fibres radiaires[4].
- Le muscle de Müller est constitué de fibres circulaires[4].

Ils agissent de façon antagoniste.

### Accommodation
Passage de la vision lointaine à la vision proche :
- le muscle de Müller se contracte ;
- le muscle de Brücke se relâche en agissant sur la zonule de Zinn qui se détend: le cristallin se bombe grâce à son élasticité.

### Désaccommodation
Passage de la vision proche à la vision lointaine :
- le muscle de Müller se dilate ;
- le muscle de Brücke se contracte, tire sur la zonule de Zinn et provoque l'aplatissement du cristallin.

### Le repos
Le repos accommodatif est l'état passif de l'accommodation de l'œil, en absence de stimulation, c’est-à-dire quand le sujet est plongé dans l'obscurité, ou lorsqu'il fixe un espace lumineux vide. (= repos physiologique de l'accommodation).
C'est en fait une position d'équilibre entre les deux muscles du corps ciliaire, une position d'attente, correspondant à leur tonus naturel.
Ce « tonus accommodatif » a été chiffré à une valeur moyenne de 0.75 dioptries.

### Facteurs influençant l'accommodation
Certains facteurs contribuent à stimuler ou à inhiber l'accommodation de l'œil.
- la couleur : rouge-vert
- difficulté du texte : taille + complication
- l'amétropie du sujet : un myope non corrigé accommode moins qu'un emmétrope ; un hypermétrope non corrigé accommode plus qu'un emmétrope.
- la vision binoculaire du sujet.

## Synergies
L'accommodation se réalise en synergie avec plusieurs processus. Comme le muscle ciliaire qui intervient dans l'accommodation, l'iris est un muscle lisse qui comporte deux composantes : un système circulaire constricteur (sphincter) et un système radial dilatateur ; la paupière également est actionnée par un muscle circulaire constricteur, le muscle orbiculaire, et elle s'ouvre grâce au muscle releveur, mais ce sont des muscles striés. La vision de près fait fonctionner en synergie les sphincters tandis que la vision de loin fait fonctionner les dilatateurs en synergie avec le releveur de la paupière.
Mais ce n'est pas tout. La convergence binoculaire (faire converger les axes de visée des yeux afin de voir un  objet proche), qui peut être une action volontaire, provoque également l'accommodation. De plus, porter le regard vers le bas favorise la convergence, donc l'accommodation, tandis que regarder vers le haut tend à favoriser la divergence des lignes de visée.

## Accommodation induite
Certains médicaments agissent sur l'accommodation ; ces médicaments agissent aussi sur l'iris (la réciproque n'est pas toujours vraie) : le forçage de l'accommodation est associé au myosis (contraction pupillaire), tandis que la paralysie de l'accommodation (cycloplégie) est associée à la mydriase (dilatation  pupillaire). Les médicaments qui relâchent l'accommodation sont par exemple l'atropine et l'euphtalmine, ceux qui la provoquent sont par exemple la pilocarpine et l'ésérine.